# تيموثي إل. ودروف
تيموثي إل. ودروف هو سياسي أمريكي، ولد في 4 أغسطس 1858 في نيو هيفن في الولايات المتحدة، وتوفي في 12 أكتوبر 1913 في نيويورك في الولايات المتحدة. نشط حزبياً في الحزب الجمهوري. وقد انتخب نائب حاكم نيويورك ‏.